# Formation administrative
Une formation administrative est le nom donné, au sein du ministère de la Défense français et du ministère de l'Intérieur et des outre-mer depuis le rattachement de la gendarmerie à ce dernier, aux corps de troupe, unités formant corps, régions de gendarmerie ou organismes administrés comme tels, qui disposent, par le biais de délégations de pouvoirs, d'une autonomie administrative pour gérer leurs finances, leurs moyens et leurs personnels. 
Ce sont des régiments, des bases aériennes, de bâtiments, de bases navales, de détachements, de services. Une formation de ce type est commandée par un chef de corps (dénomination toujours traditionnelle dans l'armée de terre) ou par un commandant de formation qui est responsable de son administration, en vertu de deux décrets de 1935. Le mot formation n'a ici rien à voir avec le sens habituel du mot : il désigne en ce cas une unité militaire qui est constituée par décision du ministre de la Défense ou du ministre de l'Intérieur et des outre-mer.

## La notion juridique de formation administrative
La notion de formation administrative est une notion juridique de droit public de la défense prévue par le code de la défense. Son article R.3231-10 dispose :
"I. La formation administrative est l'unité de base de l'administration au sein des forces armées.
Placée sous l'autorité d'un commandant de formation administrative, elle administre le personnel qui lui est affecté et les biens qui lui sont confiés, dans la limite des délégations de pouvoirs qui sont consenties.
Les formations administratives sont les corps de troupe de l'armée de terrer, les formations de la marine, les bases aériennes, les régions de gendarmerie et les organismes administrés comme tels. D'autres organismes ou formations peuvent leur être rattachés pour leur administration.
II. Les chefs d'états-majors et le directeur général de la gendarmerie nationale fixent par arrêtés la liste des formations administratives relevant de leur autorité."
La formation administrative constitue donc un modèle d'organisation déconcentrée propre à l'administration militaire et pratiqué au sein des forces armées françaises qu'il s'agisse de l'Armée de Terre, de la Marine nationale, de l'Armée de l'Air et de l'Espace ou encore de la Gendarmerie nationale.

## Les formations administratives en gendarmerie
L'arrêté du 2 juin 2020 fixe pour la gendarmerie la liste des formations administratives. Cet arrêté référence actuellement 43 formations administratives distinctes qui peuvent être rassemblées en quatre groupes :
- les régions de gendarmerie. Mentionnées au sein de l'article R.3231-10, elles sont au nombre de 13 et constituent le modèle de déconcentration territoriale de la gendarmerie. Les attributions des régions sont détaillées au sein de l'arrêté du 20 juillet 2022 relatif à l'organisation et aux attributions des échelons de commandement de la gendarmerie nationale en métropole.
- les formations administratives d'outre-mer. Mentionnées au sein de l'arrêté du 2 juin 2020, il s'agit du commandement de la gendarmerie d'outre-mer et des différents COMGEND.
- les formations administratives des écoles de gendarmerie (EOGN, école de Tulle, etc.).
- les autres formations administratives : Garde Républicaine, Gendarmerie maritime, Gendarmerie de l'air, etc.